# つぼみ (Aqua Timezの曲)
「つぼみ」は、Aqua Timezの15枚目のシングル。2012年8月22日にEpic Recordsから発売された。

## 概要
前作「MASK」からちょうど半年ぶりのシングルで、仲間由紀恵主演の『ゴーストママ捜査線〜僕とママの不思議な100日〜』主題歌。ドラマの主題歌としては『虹』以来となる。
初回仕様は、Aqua Timezのキャラクター・歴史が分かる新聞、5thアルバム『because you are you』との連動施策特典（ダブル購入者特典）、全国ツアーチケット抽選先行発売情報、秘密結社からの謎のメッセージ（体験型宝探し「タカラッシュ」とのコラボレーション）が封入されている。
PVは「ヒカリノハナ」がモチーフとなった幻想的な世界が舞台で、『ゴーストママ捜査線』に出演している君野夢真が出演している。

## 収録曲
（全作詞：太志 / 作曲・編曲：Aqua Timez）
1. つぼみ [5:01] 
作曲：太志
日本テレビ土曜ドラマ『ゴーストママ捜査線〜僕とママの不思議な100日〜』主題歌
2. 平行世界 [4:15]
3. 一瞬の塵 -kawasaki electro academy mix- remixed by Takeshi Ueda(AA=)+Kei Kusama [4:53]
4. つぼみ -Instrumental- [5:01]